# 瓦爾米亞地區利茲巴克

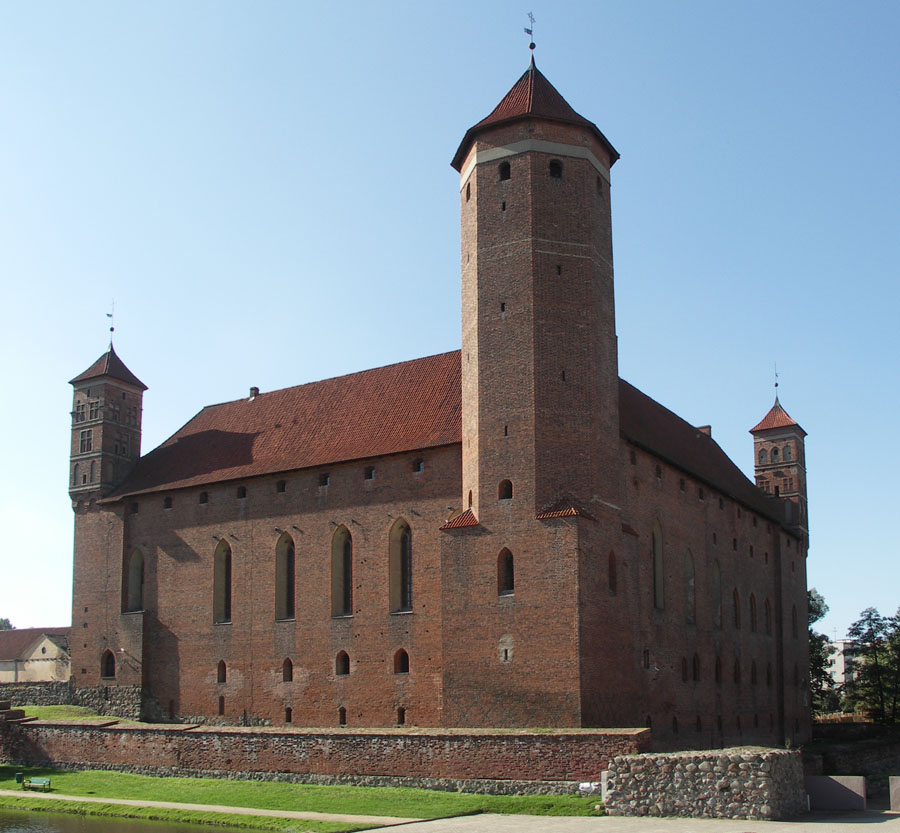

瓦爾米亞地區利茲巴克（波蘭語：Lidzbark Warmiński，波蘭語發音：[ˈlʲid͡zbarɡ varˈmʲiɲskʲi] ⓘ，德語發音：[ˈhaɪlsbɛʁk] ⓘ，海尔斯贝格）是波蘭瓦爾米亞-馬祖里省的城鎮，位於該國北部，面積14.34平方公里，2006年人口16,390。在第一次瓜分波蘭中，該鎮在1722年被納入普魯士王國管治範圍。

## 友好城市
- 荷蘭旧拜耶兰 1992年
- 波蘭米拉努韋克 2001年
- 俄羅斯苏维埃茨克 2001年
- 德国韦尔特 2005年

## 外部連結
- （波兰語） https://web.archive.org/web/20171030132939/http://www.lidzbark.com/
- （波兰語） https://web.archive.org/web/20040223142519/http://www.lidzbarkwarminski.pl/
- （波兰語） https://web.archive.org/web/20050110174133/http://www.warmia-mazury.pl/powiaty/lidzbark.html
- Map of Warmia Catholic Diocese in 1755 （页面存档备份，存于）
- （德文） https://web.archive.org/web/20171010080701/https://www.heilsberg.org/

54°07′N 20°35′E / 54.117°N 20.583°E